# Augne
Augne is een gemeente in het Franse departement Haute-Vienne (regio Nouvelle-Aquitaine) en telt 108 inwoners (2009). De plaats maakt deel uit van het arrondissement Limoges.

## Geografie
De oppervlakte van Augne bedraagt 16,5 km², de bevolkingsdichtheid is dus 6,5 inwoners per km².

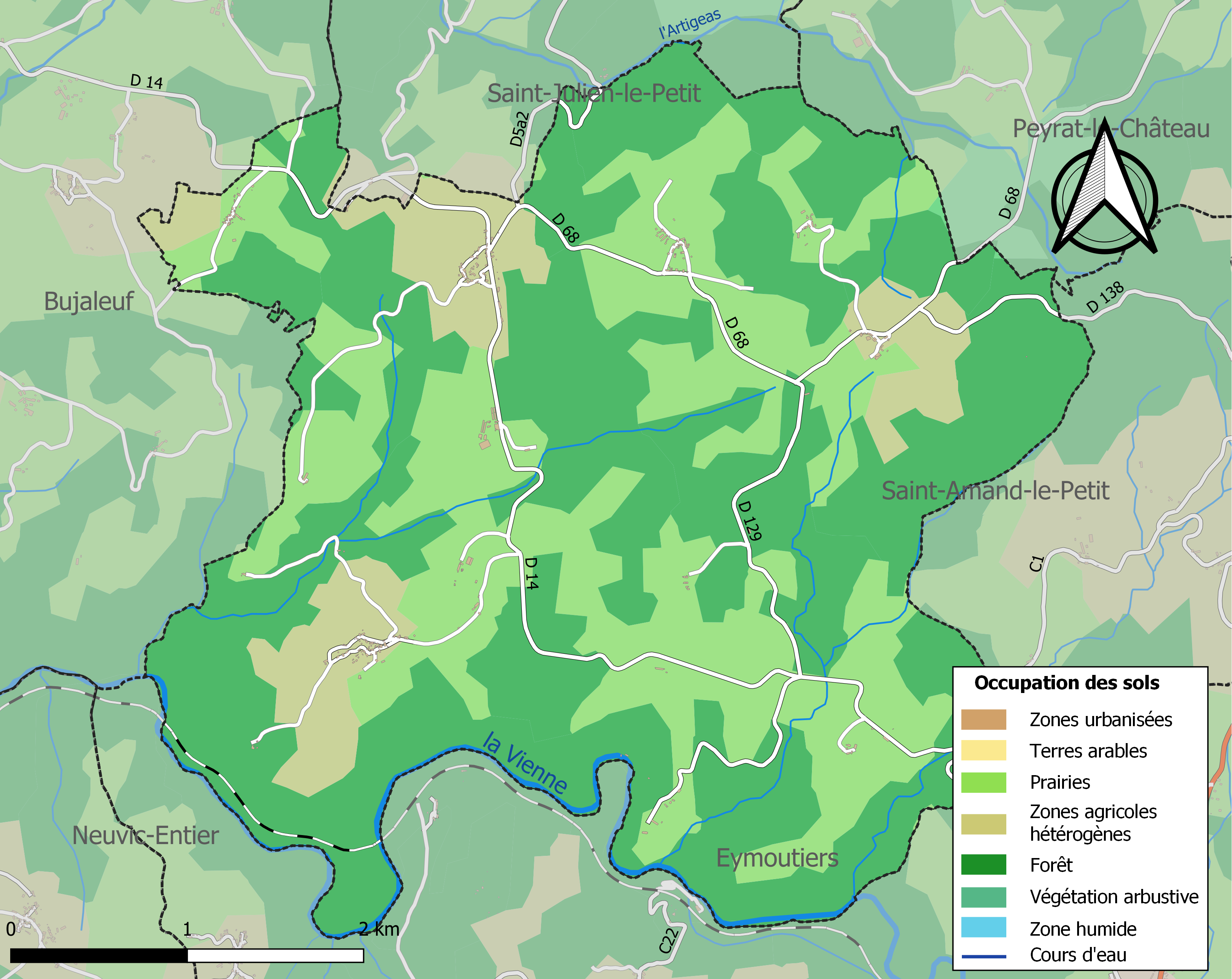
Kaart van de gemeente met de belangrijkste infrastructuur, bodemgebruik en omliggende gemeenten

## Demografie
Onderstaande figuur toont het verloop van het inwonertal (bron: INSEE-tellingen).